# HDRI
În grafica computerizată și fotografiere, prin gamă (sau interval) dinamică înaltă (HDRI sau HDR, de la eng. high dynamic range) se înțelege un set de tehnici care permit reprezentarea unei game mai largi de luminozitate, deci a părților întunecate și a celor luminoase dintr-o imagine, în comparație cu tehnicile normale de fotografiere. Scopul tehnicii HDRI este să reprezinte cu cât mai multă acuratețe diversitatea de culori dintr-o scenă reală în care apar și umbre și raze de soare.

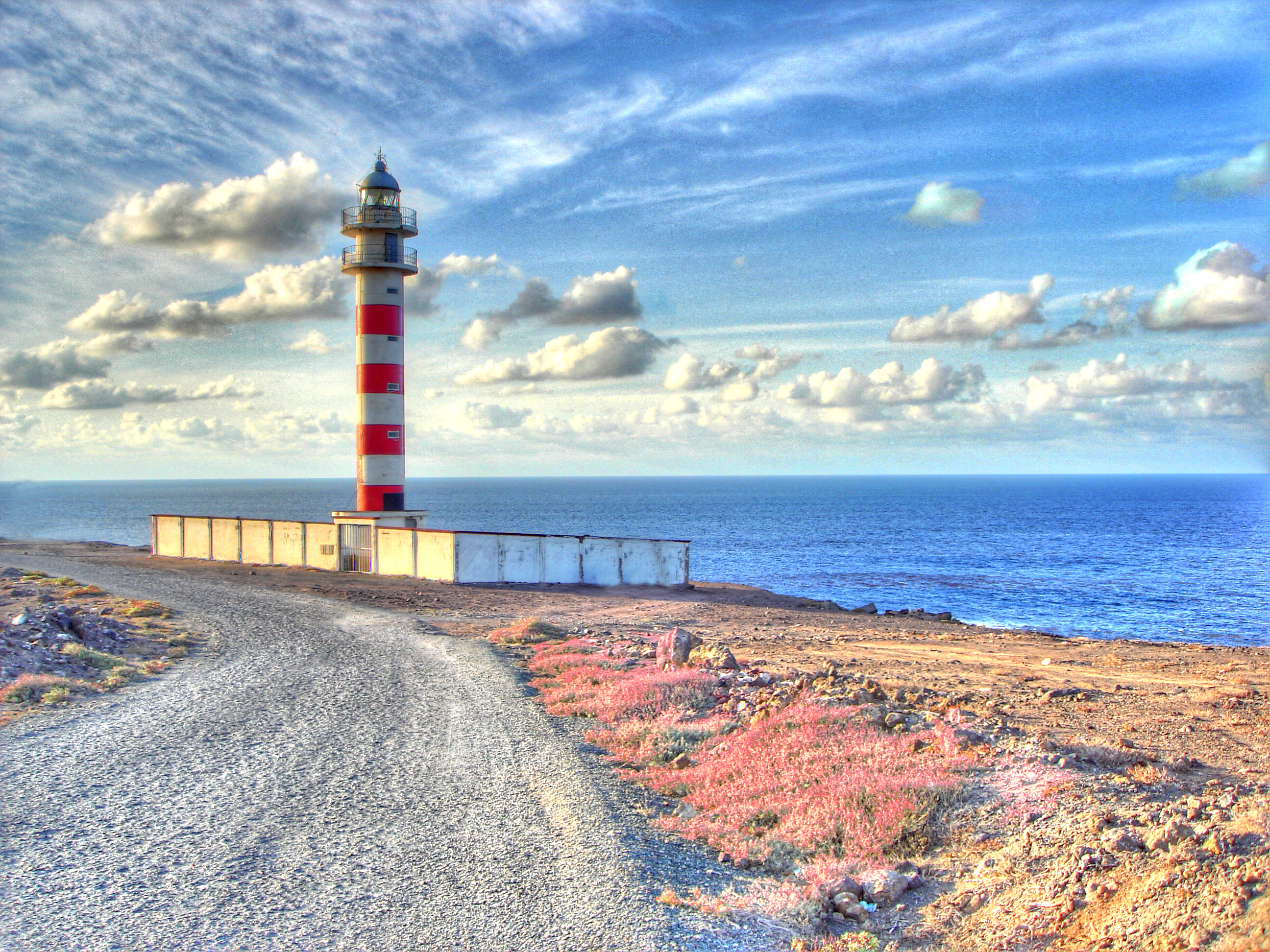

O imagine HDRI ("Imagine cu gamă dinamică înaltă/largă" sau "imagine de contrast înalt") este o imagine digitală care poate stoca fidel diferențele mari de luminozitate existente în natură. Imaginile digitale obișnuite, care nu sunt capabile de acest lucru, se numesc LDRI (Low Dynamic Range Image, imagine cu gamă dinamică redusă) sau imagini LDR. O imagine HDR poate stoca contraste cu valori de peste 1:50.000, în timp ce o imagine LDR stochează de obicei contraste de doar 1:300. Doar monitoare speciale (cu contrast inalt, corespunzător) pot reda imagini HDR. Pentru a fi reprezentate prin tehnici clasice (monitor obișnuit sau imprimare pe hârtie) imaginile HDR trebuie modificate cu programe speciale, care comprimă gama dinamică a imaginii (tone mapping) și reduc astfel contrastele mari la un nivel reprezentabil prin mijloace clasice.
În fotografie, gama dinamica este măsurată în diferențe EV (cunoscut sub numele de stații), între părțile cele mai întunecate și luminoase ale imaginii care arată detalii. O creștere de un EV sau o oprire de o dublare a sumei de lumină.